# دجان بودیروگا
دجان بودیروگا (سیریلیک صربی: Дејан Бодирога؛ زادهٔ ۲ مارس ۱۹۷۳) یک بازیکن بسکتبال اهل یوگسلاوی است. 
از باشگاه‌هایی که در آن بازی کرده‌است می‌توان به باشگاه بسکتبال بارسلونا اشاره کرد.